# 홋카이도 남서쪽 해역 지진
홋카이도 남서쪽 해역 지진(일본어: 北海道南西沖地震 ほっかいどうなんせいおきじしん[*])은 1993년 7월 12일 오후 10시 17분 12초, 일본 홋카이도 오쿠시리군 오쿠시리정 북쪽 앞바다에서 일어난 지진이다. 릭터 규모는 7.8이고, 추정 진도는 일본 기상청 진도 계급 당시 기준 6으로 동해에서 발생한 지진으로서는 근대 이후 최대 규모 지진이다. 진원에 가까운 오쿠시리섬을 중심으로 화재나 쓰나미로 큰 피해를 입었으며, 사망자 202명와 행방불명자 28명이 발생했다. 게다가 러시아에서도 행방불명자가 3명 있었다. 진도가 추정인 이유는 당시 오쿠시리 섬에 지진계가 설치되지 않았기 때문이다.

## 지진학적 개요
진원은 북위 42° 48′ 동경 139° 12′ / 북위 42.8°  동경 139.2° , 깊이 35km이며, 유라시아판과 북아메리카판의 판 경계인 사할린에서 니가타 앞바다로 이어지는 동해 동연 변동대에 있는 오쿠시리 해령 바로 아래에서 발생했다. 기상청이 발표한 릭터 규모는 7.8, 모멘트 규모(Mw)는 7.7이다. 진원 단층의 일부는 오쿠시리 해령의 동쪽 끝에 노출된 것으로 추정되지만, 이 지진의 원인인 활단층은 아직 확인되지 않았다.

### 메커니즘
여러 연구 기관에서 다양한 해석이 이루어졌다.
- 단층 모델: '동서 방향으로 수평 압축 축을 가진 역단층'이라는 설 외에도 "파괴 영역의 북쪽 끝 지점에서는 동쪽 경사, 나머지 북쪽 절반은 완만한 서쪽 경사, 남쪽 절반은 서쪽 경사[3]'라는 설도 있다.
- 파괴 시작점: 동경 139.183°, 북위 42.780°, 깊이 20km 파괴 전파 속도는 3.2km/s
- 단층의 길이: 120km. 여진 지역은 남북으로 150km.

2 ~ 3개의 어스패러티가 파괴되어 발생한 지진으로 분석되고 있다. 첫 번째 파괴에서 20초 후에 남쪽 영역에서 다음 파괴가 일어났으며, 그 10초 후에 다른 영역이 파괴되었다. 전체 파괴 지속 시간은 40초이다.

### 전조 활동
특이한 융기나 전진(前震)은 관측되지 않았으며 지진을 예측할 수 없었다. 후일의 해석은 1992년경부터 이번 진앙 부근의 활동이 활발해지고 있는 것으로 나타났다. 또한 1984년 3월 18일부터 5월 10일까지 오쿠시리토 최대 M4.1를 관측한 군발지진이 발생했지만, 1988년경까지는 조용한 상태가 계속되고 있었다.

### 여진
- 7월 20일 M5.1 8월 8일 M6.5

## 진도
진도 3 이상을 관측한 지점은 다음과 같다.
| 진도 | 도도부현   | 시구정촌                                           |
| ---- | ---------- | -------------------------------------------------- |
| 6    | 홋카이도   | 오쿠시리정 (추정)                                  |
| 5    | 홋카이도   | 에사시 정 오타루시 슷쓰정                          |
| 5    | 아오모리현 | 후카우라정                                         |
| 4    | 홋카이도   | 하코다테시 굿찬정 무로란시 도마코마이시            |
| 4    | 아오모리   | 아오모리 무쓰시                                    |
| 3    | 홋카이도   | 삿포로시 이와미자와시 하보로정 루모이시 오비히로시 |
| 3    | 아오모리   | 하치노헤시                                         |
| 3    | 아키타현   | 아키타시                                           |

## 지진 해일
진앙이 섬 바로 근처였기 때문에 지진 발생 후 몇 분만에 거대한 쓰나미가 오쿠시리섬에 도달했다. 지진 발생 4~5분 후 오쿠시리섬 맞은편에 있는 홋카이도 서남쪽 해안 세타나정과 다이세이정(현 세타나정)에도 닿았다. 또한 야간에 지진이 일어났기 때문에 쓰나미를 촬영한 영상이나 사진이 나오지 않았다.
높은 쓰나미가 들이닥친 이유로 모나이 서쪽 15 km 해역에서 발생한 해저 산사태가 원인으로 지목된다. 이 지진으로 발생한 쓰나미는 약 1시간 후에는 노토반도에, 약 3시간 후에는 규슈 북부 연안까지 도달했다.
쓰나미 높이를 분석하면 진원으로부터 만들어진 쓰나미에 바로 직격당한 오쿠시리섬 서쪽에서 가장 높았으며, 모나이 지구에선 최대소상고 31.7 m를 기록했다. 조사에 따라서는 최대 30.6 m라는 연구도 있다. 그 외 쓰나미 높이(파고)는 오쿠시리섬 내에서는 이나호 지구 8.5 m, 오쿠시리 지구 3.5 m, 하쓰마사키 지구 16.8 m가 기록되었다. 쓰가루 해협에서는 오마항에서 1.0 m로 제일 높은 쓰나미를 관측했다. 또한 대한민국에도 쓰나미가 퍼져 울릉도에 119 cm, 속초시에 276 cm, 동해시 묵호항에 203 cm, 포항시에 92 cm의 쓰나미가 닥쳤다.

## 같이 보기
- 일본의 지진 목록
- 구시로 해역 지진